# Ocean Man 69C
Ocean Man 69C är ett reservat i Kanada.   Det ligger i provinsen Saskatchewan, i den sydöstra delen av landet, 2 100 km väster om huvudstaden Ottawa.
Trakten runt Ocean Man 69C består till största delen av jordbruksmark. Trakten runt Ocean Man 69C är nära nog obefolkad, med mindre än två invånare per kvadratkilometer.